# Lappfjärd

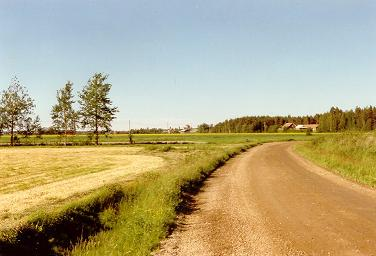
Lappfjärds slätt

Lappfjärd (finska: Lapväärtti) är en by inom Kristinestads kommun samt en före detta kommun i Österbotten i  Finland. Sedan 1 januari 1973 är Lappfjärd en del av kommunen och staden Kristinestad.

## Historik
Första gången Lappfjärd omnämndes var i ett brev skrivet i Stockholm den 1 juni 1303, där kung Birger Magnusson skrev till sin hövitsman i Finland, Nils Andersson, att bönderna Michael de Lappafärd, Andar da Sastamal (Sastmola) och Tobbe de Tinka (Tjöck) utan hinder ska få arbeta med nyodlingar i Tavastland.
Möjligen har Lappfjärd avskilts i slutet av 1400-talet som kapell under Närpes. Dateringen stöder sig på kyrkliga föremål och arkeologiska fynd. Lappfjärd blev 1607 ett eget pastorat. Den nuvarande kyrkan, byggd 1848–1851, är Finlands näst största landsortskyrka. Kyrkan har sittplatser för 3 000 personer. Sideby, Storå och Bötom var länge byar i Lappfjärd vilka avskildes till egna socknar i slutet av 1800-talet, dvs. Sideby (Siipyy) år 1860, Storå (Isojoki, urspr. Södermark och Forsby) år 1855 och Bötom (Karijoki, urspr. Norrmark) år 1862. 
Storå omtalas för första gången år 1586 såsom Södermarck och Forsby. Ortens två bönder hette Sigfrid Thomasson och Lasse Larsson. Nybygget torde ha uppkommit på 1570-talet. Namnet Södermarck användes ännu år 1591, men fick sedan ge vika för Forsby.

## Samhället
Jordbruket är fortfarande en viktig näring. Potatisodlingen är en viktig del av byns identitet och en primärnäring för bygden. Potatisen förädlas i lokala företag, bland annat till diverse frysprodukter. Odling av tomater och gurka i växthus förekommer också. Dessutom finns företag inom träförädlingsindustrin. I kyrkbyn finns Lappfjärds folkhögskola, som bland annat har en musiklinje.

## Demografi
Enligt Statsrådets beslut den 28 december 1962 var Lappfjärd för perioden 1963 till 1972 en tvåspråkig kommun med svenska som flertalets språk.
| År   | Invånare | Svenska | Svenska % | Finska | Finska % | Övriga | Övriga % | Referens |
| ---- | -------- | ------- | --------- | ------ | -------- | ------ | -------- | -------- |
| 1880 | 5 515    | 5 047   | 91,5 %    | 468    | 8,5 %    | 0      | 0,0 %    | [ 5 ]    |
| 1890 | 5 979    | 5 256   | 87,9 %    | 722    | 12,1 %   | 1      | 0,0 %    | [ 6 ]    |
| 1900 | 6 395    | 5 290   | 82,7 %    | 1 105  | 17,3 %   | 0      | 0,0 %    | [ 7 ]    |
| 1910 | 5 699    | 4 235   | 74,3 %    | 1 547  | 25,7 %   | 0      | 0,0 %    | [ 8 ]    |
| 1920 | 5 732    | 4 185   | 73,0 %    | 1 547  | 27,0 %   | 0      | 0,0 %    | [ 9 ]    |
| 1930 | 4 946    | 3 844   | 77,7 %    | 1 102  | 22,3 %   | 0      | 0,0 %    | [ 10 ]   |
| 1940 | 4 967    | 3 759   | 75,7 %    | 1 208  | 24,3 %   | 0      | 0,0 %    | [ 11 ]   |
| 1950 | 5 121    | 3 765   | 73,5 %    | 1 355  | 26,5 %   | 1      | 0,0 %    | [ 12 ]   |
| 1960 | 4 448    | 3 101   | 69,7 %    | 1 347  | 30,3 %   | 1      | 0,0 %    | [ 13 ]   |
| 1970 | 3 881    | 2 722   | 70,1 %    | 1 159  | 29,9 %   | 0      | 0,0 %    | [ 14 ]   |

Befolkningen avses enligt folkräkningen den 31 december nämnda år. För åren 1910–1940 är det den närvarande befolkningen vid folkräkningen som avses.

## Politik
Statistik över kommunalval i Finland finns tillgänglig för enskilda kommuner från valet 1964 och framåt. Publikationen över kommunalvalet 1968 var den första som redovisade komplett partitillhörighet.

### Mandatfördelning i Lappfjärds kommun, valen 1964–1968
| 21 |

| 5 | 16 |

## Personer från Lappfjärd
- Carl Gustaf Estlander (1834 - 1910), professor.